# Pere Tutusaus
Pere Tutusaus (Igualada, 1990. október 19. –) spanyol motorversenyző, legutóbb a MotoGP 125 köbcentiméteres géposztályában versenyzett. Utolsó szezonját a 26. helyen zárta kilenc ponttal.

## Külső hivatkozások
- Profilja a MotoGP hivatalos weboldalán Archiválva 2008. július 6-i dátummal a Wayback Machine-ben